# Maryse Esterle
Maryse Esterle, née le 11 décembre 1951, est une sociologue et autrice  française.

## Biographie
Centre d’intérêt actuel : l’émigration pyrénéenne vers l’Amérique latine (Argentine), XIXe-XXe siècles.
Enseignante-chercheuse honoraire de l'université d'Artois, elle a enseigné jusqu'en 2013 à l'institut universitaire de formation des maîtres (IUFM) du Nord-Pas-de-Calais.
Ses activités de recherche ont porté sur la délinquance des jeunes, les prises de risques et le décrochage scolaire, dans le cadre du Centre de recherche sociologique sur le droit et les institutions pénales (CESDIP-CNRS). Dans le courant des années 1980-1990, ses travaux d’observation participante de bandes d'adolescents, d’abord en tant qu'éducatrice de prévention spécialisée puis au cours de la préparation d'une thèse en socio-anthropologie à l'université Paris-Descartes, l'ont amenée à étudier les processus d'entrée dans la délinquance des jeunes de milieu populaire et leur rapport au risque (routier en particulier)..
À partir du début des années 2000, ses recherches ont porté sur les processus de décrochage scolaire au collège et au lycée (recherches-action dans l'académie de Paris) ; facteurs, scolaires, familiaux et sociaux. Elle s'est intéressée également aux dispositifs de soutien ou de « raccrochage » des jeunes, tant dans les établissements scolaires qu'avec des partenaires extérieurs.
Elle a été nommée par décret du 31 décembre 2014 chevalier de la Légion d'honneur sur proposition du ministère de l'Enseignement supérieur et de la Recherche et a refusé cette nomination, en en faisant connaître les raisons dans un communiqué publié sur le site du CESDIP. 
Elle a enseigné également à l'université de Versailles-Saint-Quentin-en-Yvelines et dispensé des formations, des expertises et des conférences sur ses thèmes de recherches. Elle a été membre du Conseil national de l'innovation pour la réussite éducative (2013-2017).
Elle a rédigé plusieurs ouvrages autour de ses recherches dont un sur la formation des enseignants, ainsi que de nombreux articles à destination d'un public de chercheurs ou de professionnels.
À partir de 2015 jusqu’à aujourd’hui, ses recherches se sont orientées vers l’émigration pyrénéenne vers les Amériques (Argentine en particulier) fin XIXe début XXe siècles. Motivée par son histoire familiale (neuf personnes de la génération de ses grands-parents maternels ont connu cette émigration), elle a réalisé une recherche généalogique afin de retrouver des descendants de ses grands-tantes, ce qui fut fait entre 2018 et 2021, renouant ainsi les fils d’une histoire familiale disloquée par l’émigration.
Elle a participé à la recherche « Écritures migrantes latino-américaines », sous la direction d’Isabelle Tauzin-Castellanos, (Université Bordeaux Montaigne) : interventions en colloques, séminaires, cours d’été, publications, 2019-2023. 
Elle contribue régulièrement à la revue PARTIR, archives et mémoire de l’émigration pyrénéenne, AME (association pour la mémoire de l’émigration), Pau.
Elle anime un site où l’on peut retrouver ses diverses activités   et un blog – billets mensuels autour d’événements de la vie quotidienne ou à portée plus large.
Elle est secrétaire de l'association Les Béarnais de Paris. 

### Ouvrages
- Où va la formation des enseignants ? Des IUFM aux ESPE, chronique d'un passage tourmenté, Paris, Eds Petra, 2017,   (ISBN 9782847431681)
- Les élèves transparents : Les arrêts de scolarité avant 16 ans, Villeneuve-d'Ascq, Presses universitaires du Septentrion, 2007, 309 p. (ISBN 978-2-85939-973-3, lire en ligne)
- Sur la route de l’insertion, La Documentation Française, 1999  (ISBN 2110041447)
- La bande, le risque et l'accident, L'Harmattan, 1997  (ISBN 2738459528)

### Publications récentes
- Les mystères de Saturnina, un projet  de film documentaire sur l'émigration féminine en Argentine, revue Partir n° 31, mars 2025, pp. 40-41.
- Les Hirondelles des Pyrénées / Las golondrinas pirenaicas », revue Partir no 28, septembre 2023, pp. 8-21.
- Ciel mes aïeux ! Les écrits des descendants d’émigrés pyrénéens, un passé recomposé », pp. 191-212 in Isabelle Tauzin-Castellanos, Beñat Çuburu-Ithorotz (dir.), L’émigration basque et béarnaise en Amérique : histoires familiales en construction, Eds CAIRN, Morlaàs (64), 2023.
- La vie au large - cohabitation, santé, alimentation à bord des transatlantiques, revue Partir n° spécial 25-26, Du voyage de l’émigrant, septembre 2022, pp. 56-64.
- Tu es partie grand-mère / Te fuiste abuelita, Revue Partir, association pour la mémoire de l’émigration, no 23, mars 2021, pp. 16–23. (co-autrices Maryse Esterle et María Angelina Lamanna).
- L’autre et le lointain : étrangers / émigrés, regards croisés en Béarn à travers la presse locale", in Tauzin-Castellanos Isabelle (dir.) De l’émigration en Amérique latine à la crise migratoire : histoire oubliée de la Nouvelle-Aquitaine, XIXe - XXIe siècle, Morlaàs, Éditions Cairn, 2021, pp. 77– 101.
- À l’origine », in Nouvelles du Rio de la Plata, écrits de descendants d’émigrés pyrénéens, association Bearn Argentina, 2017, pp. 13-19.
- Mi lugar en el mundo - traduction en espagnol (Argentine) par Tomás Barna, de la nouvelle À l’origine, dans deux revues littéraires argentines :
- Café con letras virtual - Pido la palabra (Angel Kandel, Lorena Brito dir.), février 2021, pp. 19-21 et mars 2021, pp. 18-21.
- Palabras al sol, Elizabet Cincotta, Liliana Varela (dir.), año VIII, no 19, mars-avril 2021, pp. 36–38.